# Rhopalophora miniatocollis
Rhopalophora miniatocollis là một loài bọ cánh cứng trong họ Cerambycidae.